# St. Cosmae et Damiani zu Hassel

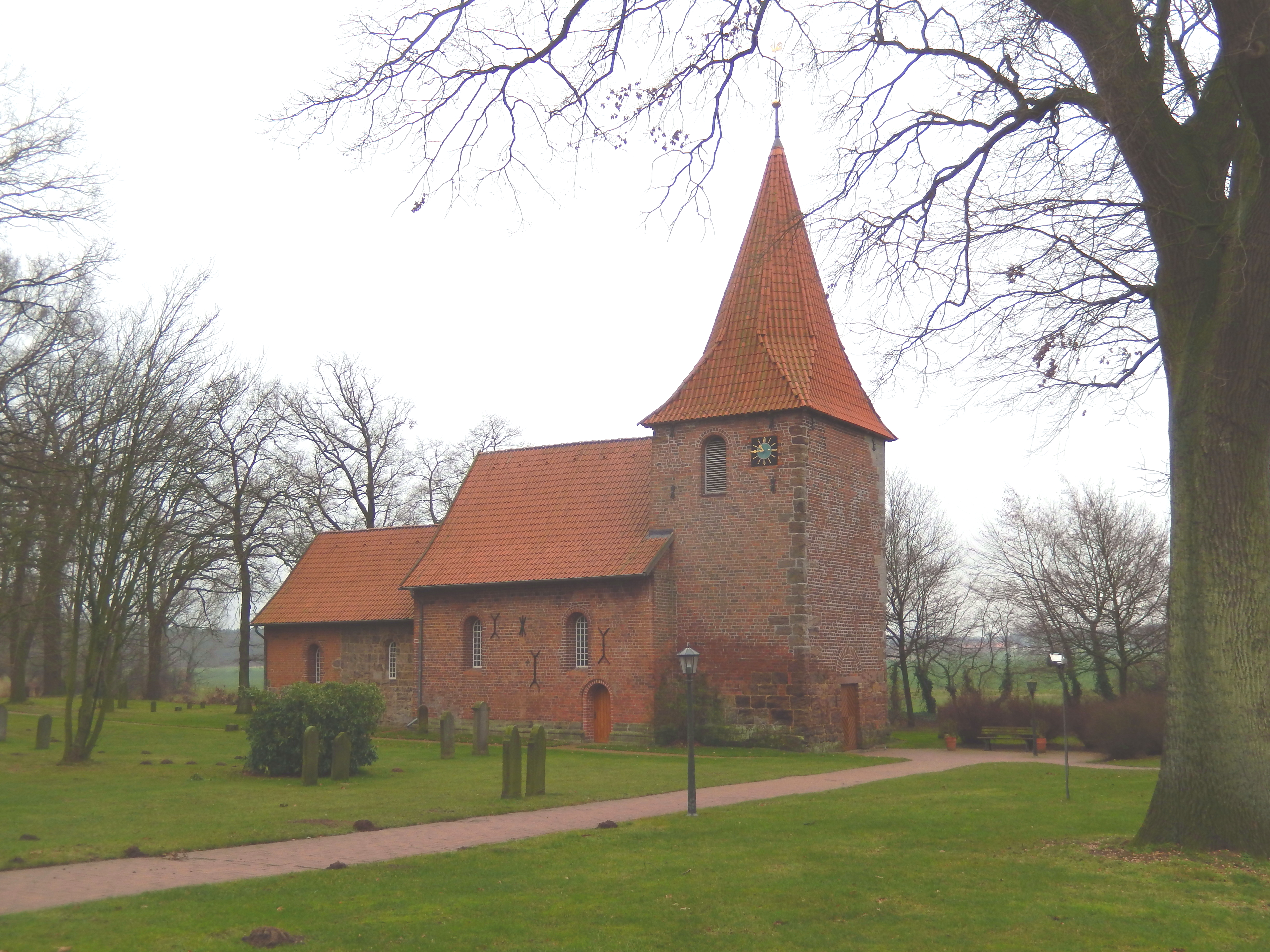
Kirche St. Cosmae et Damiani zu Hassel

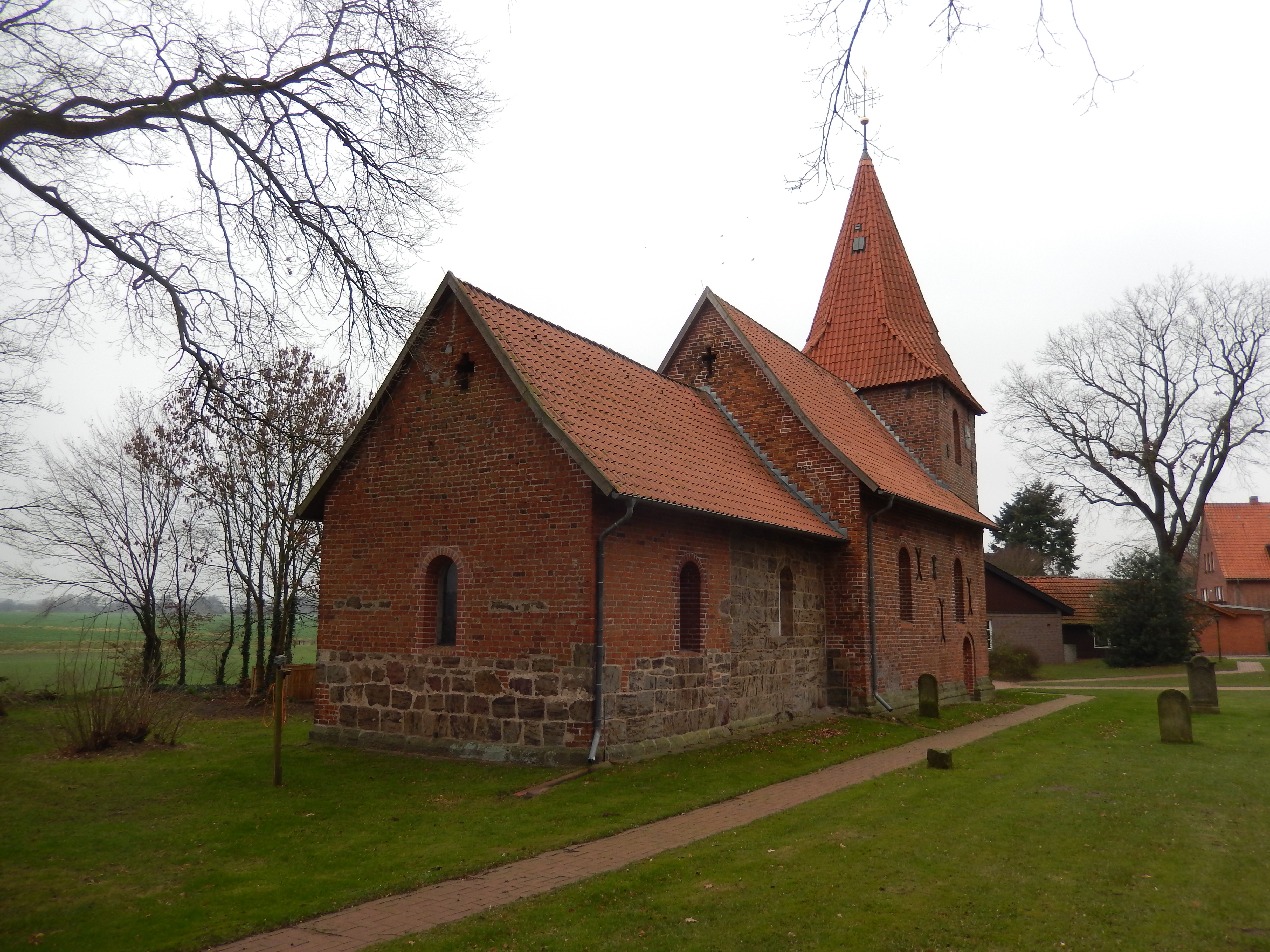
Ostseite

St. Cosmae et Damiani zu Hassel ist eine evangelisch-lutherische Kirche in Hassel (Weser) in der niedersächsischen Samtgemeinde Grafschaft Hoya (Landkreis Nienburg/Weser). Sie ist benannt nach den Märtyrern Cosmas und Damian, die als Heilige verehrt werden. Die erste urkundliche Erwähnung der Kirche erfolgte im Jahr 929. 

## Beschreibung
Der gewölbte Backsteinsaal mit einem Westturm aus mächtigen Sandsteinquadern stammt aus dem 12./13. Jahrhundert und das zweijochige Schiff mit dem westlichen Chorjoch, das kleine Rundbogenfenster trägt, wohl aus dem 12. Jahrhundert. Das östliche Joch wurde vermutlich Ende des 13. Jahrhunderts angefügt. Im Inneren finden sich die Reste einer dekorativen Ausmalung vom Anfang des 13. Jahrhunderts, während die Emporen auf das Jahr 1618 datiert werden. Die polygonale Kanzel wurde 1620 gestiftet. Zwei Schnitzfiguren der Kirchenpatrone stammen aus dem Anfang des 16. Jahrhunderts. Auf dem die Kirche umgebenden Kirchhof befinden sich Grabsteine seit dem Ende des 16. Jahrhunderts.